# Europastraße 37
Die Europastraße 37 (E 37) führt von Delmenhorst in Niedersachsen nach Köln in Nordrhein-Westfalen. Sie verbindet die E 22 und die E 31. Sie beginnt am Autobahndreieck Stuhr (südöstlich von Delmenhorst) und endet am Autobahnkreuz Köln-Nord. Die gesamte Strecke verläuft auf der Autobahn 1.

## Verlauf
Im Verlauf der E 37 kreuzt diese sechs weitere Europastraßen:
- E 233 (Anschlussstelle 63 Cloppenburg, gleichzeitig Bundesstraße 72)
- E 30 (Autobahnkreuz Lotte/Osnabrück)
- E 34 (Kamener Kreuz)
- E 331 (Autobahnkreuz Dortmund/Unna)
- E 41 (Westhofener Kreuz)
- E 35 (Autobahnkreuz Leverkusen).

Städte an der E 37
Delmenhorst – Wildeshausen – Cloppenburg – Vechta – Bramsche – Osnabrück – Lengerich – Greven – Münster – Hamm – Kamen – Dortmund – Unna – Schwerte – Hagen – Wuppertal – Remscheid – Leverkusen – Köln